# Xestoblatta ramona
Xestoblatta ramona är en kackerlacksart som beskrevs av Gurney 1939. Xestoblatta ramona ingår i släktet Xestoblatta och familjen småkackerlackor. Inga underarter finns listade i Catalogue of Life.